# (1512) Oulu
(1512) Oulu est un astéroïde de la ceinture principale.

## Description
(1512) Oulu est un astéroïde de la ceinture principale. Il fut découvert par H. Alikoski le 18 mars 1932 à Turku. Il présente une orbite caractérisée par un demi-grand axe de 3,95 UA, une excentricité de 0,149 et une inclinaison de 6,489° par rapport à l'écliptique.
Il fut nommé en hommage à la ville de Oulu, où est né le découvreur. Elle est située dans le nord de la Finlande.

## Compléments